# (605) Juvisia
(605) Juvisia – planetoida z pasa głównego asteroid okrążająca Słońce w ciągu 5 lat i 70 dni w średniej odległości 3 j.a. Została odkryta 27 sierpnia 1906 roku w Landessternwarte Heidelberg-Königstuhl w Heidelbergu przez Maxa Wolfa. Nazwa planetoidy pochodzi od Juvisy-sur-Orge, miejscowości we Francji. Przed jej nadaniem planetoida nosiła oznaczenie tymczasowe (605) 1906 UU.